# Nicolás Viola
Nicolás Viola (Argentina, 28 de diciembre de 2003) es un jugador profesional argentino de rugby que se desempeña en la posición de medio scrum en Dogos XV, equipo perteneciente a la liga Super Rugby Américas.

## Carrera
Viola comenzó su carrera deportiva con el equipo Jockey Club Córdoba. En 2023 se unió a Dogos XV, donde lleva jugando dos temporadas. También fue parte de la Selección juvenil de rugby de Argentina.